# Kingsdon
Kingsdon är en ort och civil parish i Storbritannien.   Den ligger i grevskapet Somerset och riksdelen England, i den södra delen av landet, 190 km väster om huvudstaden London. Kingsdon ligger 51 meter över havet och antalet invånare är 303.
Terrängen runt Kingsdon är platt. Runt Kingsdon är det ganska tätbefolkat, med 160 invånare per kvadratkilometer. Närmaste större samhälle är Yeovil, 10,9 km söder om Kingsdon. Trakten runt Kingsdon består till största delen av jordbruksmark.